# قائمة قرى مقاطعة تايباد
مقاطعة تايباد احدي مقاطعات محافظة خراسان رضوي الإيرانية. و تحتوي علي القري الموصوفه :
- ارخود
- ارزنه
- بزنجرد كرديان
- خیدیز
- دشت أب
- كردیان
- شهرک امام خميني
- جندوم شاد
- نصرت‌أباد
- كجآب
- تشاه آستانه
- اشتیوان
- نوبهارکردیان
- كلاته خونی
- سنقر‌أباد
- كمرسبز
- كوه سفید
- سیه لاخ
- قزیك
- قزیجة
- حاجی‌أباد
- خواجة بیك
- قلعة نو شاملو
- اللهي
- بجنقرد
- منج
- نوبهار غلامان
- مراد‌‌أباد
- نقاره‌ خانه
- جیزأباد
- هفت سویي
- همت‌أباد
- بایي
- سورستان
- دهنو
- قلعة‌نو علیأ
- ساریان علیأ
- شهرك شهید دکتر بهشتي
- أبخيزة
- اویان
- حسین‌أباد تقي
- كافج
- كولآب
- ابنیة
- جهارطاق
- محمد‌أباد
- تنقل مزار
- تورانة
- كرازي
- استجرود
- دة برزو
- فري‌أباد
- قلعة سرخ
- كلاتة كاظم
- تشاه محمد‌أباد قدس
- حاجی‌آباد بایین ولايت
- دوقارون
- سفید بالا
- شمس‌أباد
- فيض أباد
- قومي
- محسن‌أباد
- میر أقابیك
- ارزنجة سفلي
- سردآب
- كلاتة حضرت
- اولیأ
- كشقك
- عباس أباد
- پشتة
- ابقة
- ایلة
- قلعة نوابغة
- كرأت
- فرمان‌أباد
- اسد‌أباد دربند
- رهنة
- كوه‌أباد
- فرزنة
- بهلول‌أباد
- تونة
- بل بند
- خیر‌أباد
- بساوه
- خیابان
- سرخ‌سرإ
- قادر‌آباد
- بیدک
- تشهاربرجی
- سمنقان
- شادي
- حسیني
- شیزن
- کهجة
- جوزقان
- إستاي
- سوران

## وصلات خارجية
- إدارة مقاطعة تايباد نسخة محفوظة 14 أبريل 2013 على موقع واي باك مشين.
- بلدية تايباد نسخة محفوظة 1 فبراير 2013 على موقع واي باك مشين.
- دارة تعليم تايباد نسخة محفوظة 5 أبريل 2013 على موقع واي باك مشين.